# The Grind (película)
The Grind es una película estadounidense del género suspenso de 2009, dirigida y escrita por John Millea, musicalizada por Kevin Saunders Hayes, a cargo de la fotografía estuvo Brian Crane y el elenco está compuesto por C. Thomas Howell, Michael Welch y Tanya Allen, entre otros. Este largometraje fue producido por Red Baron Films y se estrenó el 22 de septiembre de 2009.

## Sinopsis
Trata acerca de un hombre que pretende crear un astuto plan para engañar a la mafia de México, cuenta con el apoyo de sus dos mejores amigos.